# Schönau im Schwarzwald
Schönau im Schwarzwald település Németországban, azon belül Baden-Württembergben. Lakosainak száma 2450 fő (2023. december 31.).

## Népesség
A település népessége az elmúlt években az alábbi módon változott:
| Lakosok száma | 2356 | 2402 | 2380 | 2181 | 2254 | 2542 | 2564 | 2486 | 2300 | 2450 |
|               | 1961 | 1967 | 1974 | 1980 | 1987 | 1993 | 2000 | 2006 | 2013 | 2023 |